# Кимчу
Кимчу — река в Эвенкийском районе Красноярского края России. Исток расположен в болотах северо-восточнее хребта Сильгами на высоте около 400 метров. Впадает в Чуню слева, в 556 км от устья на высоте 308 м над уровнем моря. Длина реки составляет 227 км, площадь водосборного бассейна 3800 км².
В междуречье Кимчу и Хушмы в 1908 году случился Тунгусский феномен, что послужило стартом десяткам экспедиций, исследовавшим этот район в течение всего XX века.

## Притоки
(км от устья)
- 27 км: Кимчукан (лв)
- 29 км: Верхний Огнё (пр)
- 38 км: Нара (пр)
- 51 км: Онноле (пр)
- 55 км: Нижний Хаталак (лв)
- 60 км: Укси (пр)
- 71 км: Юктэ (пр)
- 77 км: Бунил (пр)
- 82 км: Верхний Хаталак (лв)
- 90 км: Ядуникан (пр)
- 103 км: Левый Уксикан (лв)
- 116 км: Уксикан (пр)
- 124 км: Молешко (пр)
- 139 км: Чеко (лв)
- Хой (лв)
- 162 км: Чепрокон (пр)
- Нижний Амудис (лв)
- Верхний Амудис (лв)
- 180 км: река без названия (пр)
- Санкара (лв)
- 193 км: Иркин (пр)
- 205 км: Чита (пр)
- 209 км: река без названия (пр)

## Данные водного реестра
По данным государственного водного реестра России относится к Енисейскому бассейновому округу, речной бассейн реки — Енисей, речной подбассейн — Подкаменная Тунгуска. Водохозяйственный участок реки — река Чуня.